# Avia B-534
Авіа B.534 (чеськ. Avia B.534) — чехословацький одномісний винищувач періоду другої світової війни. Спроєктований фірмою «Авіа» під керівництвом Франтішека Новотни. Серійне виробництво розпочато у вересні 1934 року. Будувався заводами «Авіа», «Аеро» і «Лєтов» у Празі.

## Варіанти й модифікації
Винищувач Avia B.534 випускався в декількох різних модифікаціях.
- Avia B-134  — перший прототип, з двигуном повітряного охолодження  Walter-Mistral 14Kbs
- Avia B-234  — другий прототип, з двигуном  Avia R-29
- Avia B-434  — прототип з двигуном Hispano-Suiza HS-12Xbrs
- B-534/1  — перший передсерійний прототип з двигуном Hispano-Suiza HS-12Ydrs
- B-534/2  — другий передсерійний прототип, із закритою кабіною
- Avia В-534-І

## Країни-експлуатанти
- Чехословаччина — в березні 1939 року на озброєнні було близько 450 винищувачів Avia B.534.
- Греція — 6 винищувачів закуплені в Чехословаччині.
- Югославія — 14 поставлені в Югославію з Чехословаччини.
- Болгарія — 78 літаків (з них, 12 шт. поставлені в 1936 році з Чехословаччини, решта отримані від німців після окупації Чехословаччини в березні 1939 року).
- Третій Рейх — після анексії Судетської області в жовтні 1938 року і німецької окупації Чехословаччини в березні 1939 року чехословацькі літаки опинилися в розпорядженні Третього Рейху, кілька винищувачів використовувалися люфтваффе для навчання пілотів і буксирування планерів DFS-230.
- Словаччина — після проголошення незалежності в березні 1939 року, зі складу військово-повітряних сил Чехословаччини у розпорядженні уряду Словаччини залишився 71 винищувач Avia B.534, 65 з них надійшли на озброєння військово-повітряних сил Словаччини.